# هانك أونيل
هانك أونيل (بالإنجليزية: Hank O'Neal)‏ هو مصور وكاتب أمريكي، ولد في 5 يونيو 1940 في كيلغور في الولايات المتحدة.

## وصلات خارجية
- الموقع الرسمي
- هانك أونيل على موقع ميوزك برينز (الإنجليزية)
- هانك أونيل على موقع ديسكوغز (الإنجليزية)